# أندري بليزنيشكو
أندري بليزنيشكو (بالأوكرانية: Блізніченко Андрій Валерійович)‏ (24 يوليو 1994 في أوكرانيا - ) هو لاعب كرة قدم أوكراني في مركز جناح ‏. شارك مع منتخب أوكرانيا تحت 17 سنة لكرة القدم ومنتخب أوكرانيا تحت 19 سنة لكرة القدم ومنتخب أوكرانيا تحت 20 سنة لكرة القدم ومنتخب أوكرانيا تحت 21 سنة لكرة القدم. أما مع النوادي، فقد لعب مع نادي دنيبرو دنيبروبتروفسك.

## وصلات خارجية
- أندري بليزنيشكو على موقع اتحاد تركيا (لاعب) (الإنجليزية)
- أندري بليزنيشكو على موقع اتحاد أوكرانيا (الإنجليزية)
- أندري بليزنيشكو على موقع قاعدة بيانات كرة القدم.إي يو (الإنجليزية)
- أندري بليزنيشكو على موقع Soccerway.com (الإنجليزية)
- أندري بليزنيشكو على موقع عالم كرة القدم.نت (الإنجليزية)
- أندري بليزنيشكو على موقع AS.com (الإسبانية)